# بازی (فیلم ۱۹۵۱)
بازی (انگلیسی: Baazi) فیلمی به کارگردانی گورو دات است که در سال ۱۹۵۱ منتشر شد. از بازیگران آن می‌توان به دو آناند و گیتا بالی اشاره کرد.